# Roberts Eidemanis

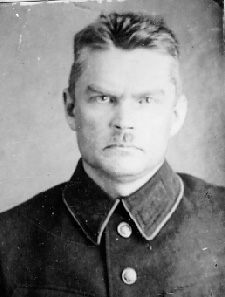
Roberts Eidemanis (Karteifotografie des NKWD, Ende Mai 1937)

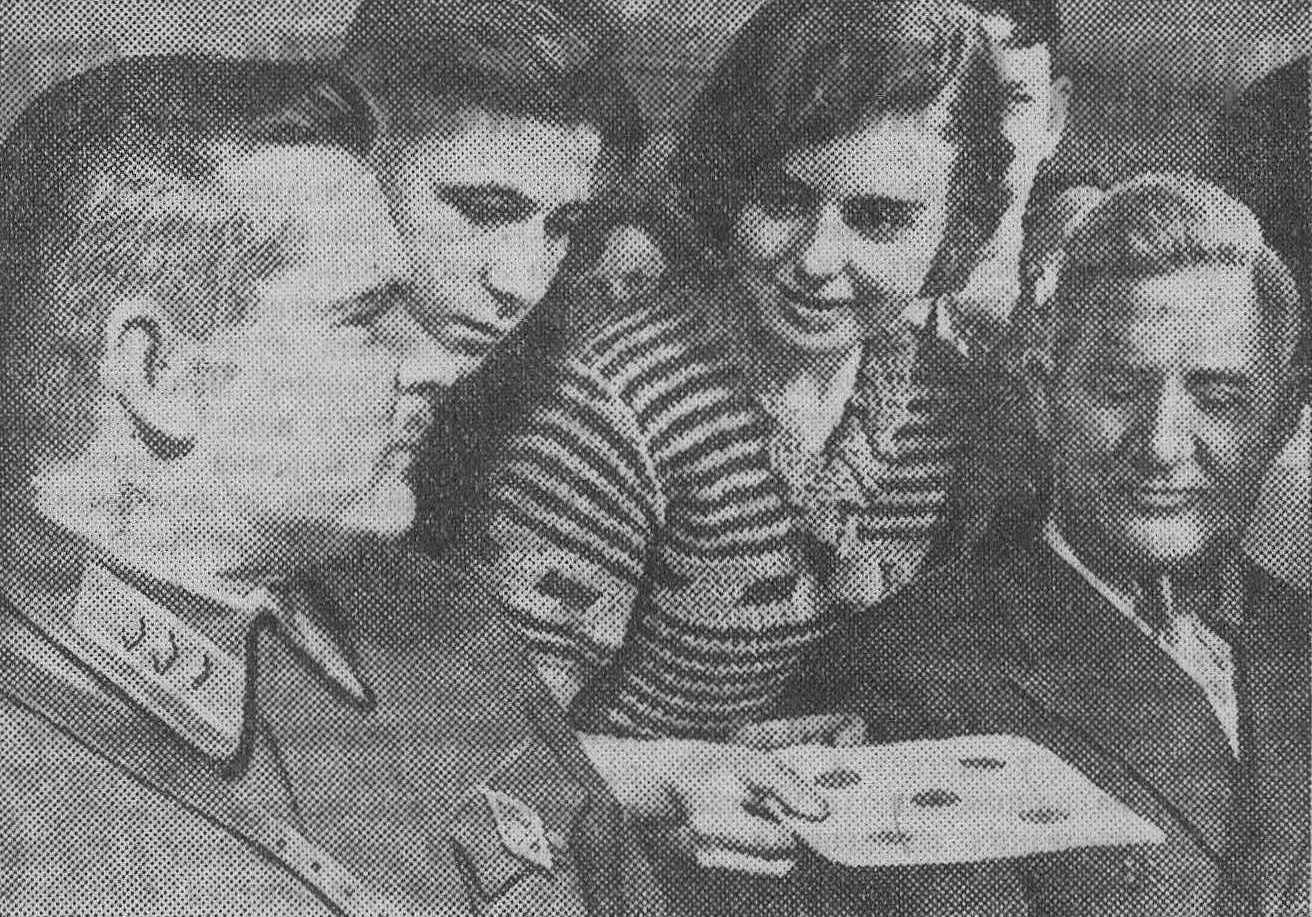
Iswestija vom 1. April 1936: Roberts Eidemanis (links) mit US-Militärattaché Philip R. Faymonville

Roberts Eidemanis, auch Robert Petrowitsch Eideman, russisch Роберт Петрович Эйдеман (* 15. Apriljul. / 27. April 1895greg. in Lejasciems; † 12. Juni 1937 in Moskau) war ein Offizier der sowjetischen Roten Armee und lettischsprachiger Schriftsteller. Er wurde im Zuge der stalinistischen Säuberungen hingerichtet.

## Leben
Der Sohn eines Lehrers schloss sein Studium am Petrograder Institut für Forstwirtschaft nicht ab, besuchte 1916 eine Kiewer Militärschule und nahm als Fähnrich am Ersten Weltkrieg teil. 1917 trat Eidemanis den Bolschewiki bei. 

### Offizier
Während des Russischen Bürgerkrieges kämpfte Eidemanis auf dem Territorium des ehemaligen Russischen Kaiserreiches nacheinander an tausende Kilometer voneinander entfernten Brennpunkten gegen die Weißen. Die Bolschewiki setzten den Kommandeur an Kriegsschauplätzen ein, die von Mittelsibirien bis auf die Krim reichten. Im Dezember 1917 schlug er den Aufstand der Irkutsker Kadetten nieder. 1918 trat er der Roten Armee bei. Als einer der Organisatoren der Oktoberrevolution in Sibirien wurde er in Kansk in Führungsgremien der sibirischen Arbeiter- und Soldatenräte gewählt. 1918 kämpfte der Kommunist in Omsk und 1919 kommandierte er an der Don-Front den Kampf der 16. Infanterie-Division gegen General Krasnow sowie der 41. und 46. Infanteriedivision gegen General Denikin. 1919 stand er an der Spitze der 13. Armee gegen General Wrangel. Als Kommandeur des Militärbezirkes Charkow kämpfte Eidemanis 1921 zusammen mit Frunse in der Ukraine gegen Nestor Machno und Symon Petljura. Bei den Streitkräften der Ukraine und der Krim vertrat er sodann den Oberkommandierenden.
Nach dem Bürgerkrieg leitete Eidemanis 1924 den Sibirischen Militärbezirk und lehrte 1925–1932 an der Frunse-Militärakademie. 1932 bis 1934 war er Mitglied des Revolutionären Kriegsrates. Seit 1932 stand er der Gesellschaft zur Förderung der Verteidigung, des Flugwesens und der Chemie vor.

### Autor
Seit 1934 war Eidemanis Mitglied der lettischen Sektion des sowjetischen Schriftstellerverbandes.
Einige seiner Buchveröffentlichungen sind:
Prosa
- Moskau 1965: Steppenwind.[3] Erzählungen (russisch)
- Riga 1985: Das Duell.[4] (lettisch)

Militärwesen
- 1928: Bürgerkrieg 1918–1921[5], zusammen mit Andrei Bubnow, Sergei Sergejewitsch Kamenew und Tuchatschewski (russisch)
- 1932: Sowjetische Militär-Enzyklopädie.[6] (russisch)

### Großer Terror
Während der Stalinschen Säuberungen, auch Großer Terror genannt, wurde Eidemanis am 22. Mai 1937 festgenommen und am 11. Juni durch ein nicht öffentliches Militärgericht zusammen mit den hohen Militärs Tuchatschewski, Jakir und Uborewitsch zum Tode verurteilt. Am 12. Juni 1937 wurde Roberts Eidemanis erschossen.
1957 – während Chruschtschows Tauwetter – wurde er postum rehabilitiert.

## Ehrungen
- 1920 und 1922 Rotbannerorden
- Orden des Roten Sterns
- Die Robert-Petrowitsch-Eideman-Straße gibt es in Kansk. Die Eideman-Straße in Charkow wurde nach Russlan Plochodko umbenannt.
- 1967 wurde im lettischen Walk ein Roberts-Eidemanis-Denkmal enthüllt.[7]

## Publikationen
- Andrei Bubnow, Sergei Kamenew, Michail Tuchatschewski, Roberts Eidemanis, Richard W. Harrison (ed.): The Russian Civil War, 1918–1921, An Operational-Strategic Sketch of the Red Army’s Combat Operations., Casemate Havertown 2020, ISBN 978-1-95271-505-1